# Teatro-cine Carolina Coronado
El teatro-cine Carolina Coronado es un teatro de la ciudad española de Almendralejo, en Extremadura. Construido a comienzos del siglo XX, debe su nombre a la escritora del siglo XIX Carolina Coronado, nacida en la localidad y considerada "El Bécquer femenino".
En la época de principios del siglo XX se produjo una explosión demográfica, un aumento de la producción primaria y una incipiente producción secundaria, Almendralejo se enriquecía y requería locales e instituciones aptos para actividades culturales y recreativas construyéndose la plaza de toros en 1834, el Círculo Mercantil fundado en 1874, el Obrero Extremeño en 1895 y por último, el Teatro Carolina Coronado en 1916, puestos por orden cronológico.

## El teatro

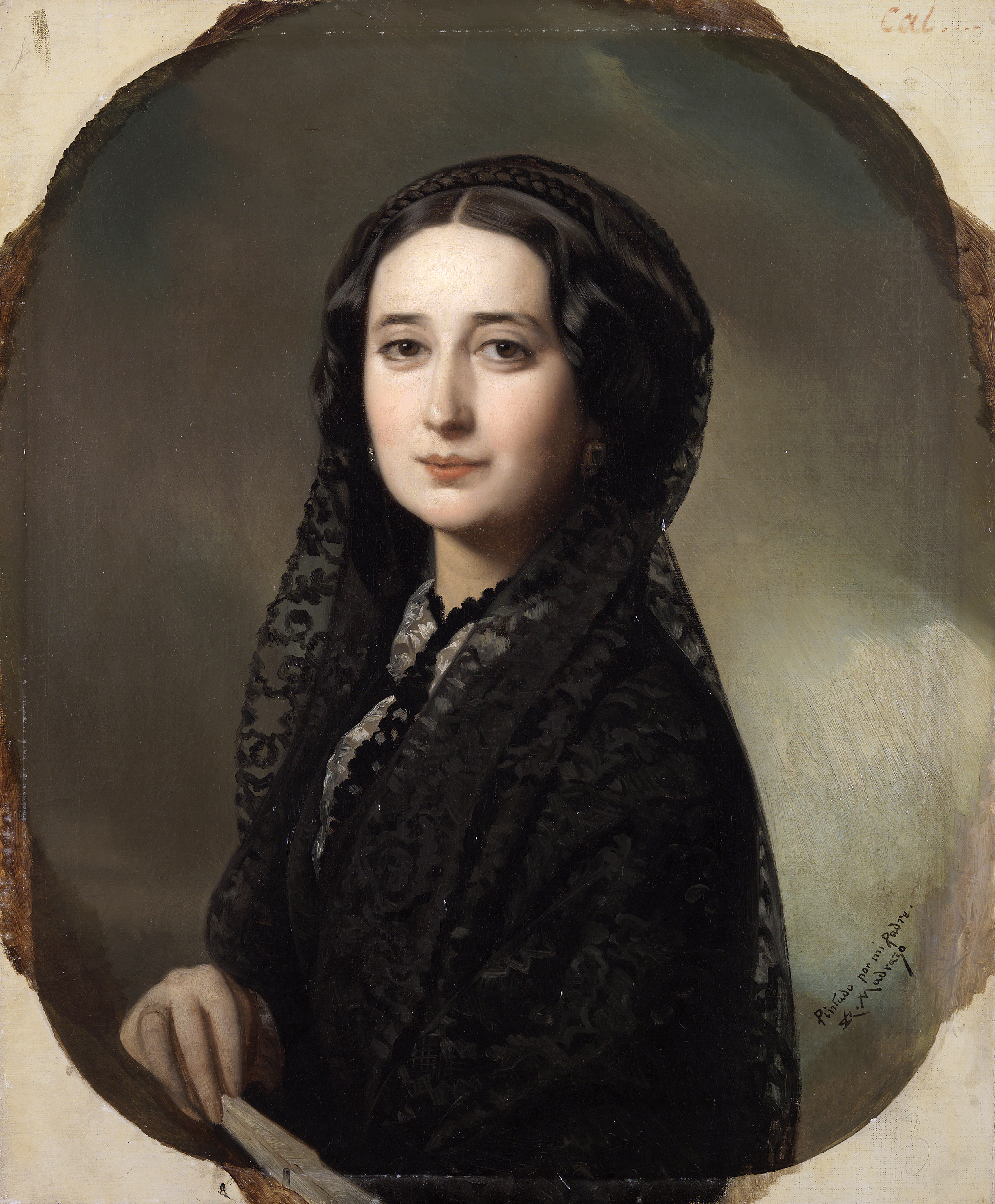
Carolina Coronado, retratada por Federico Madrazo y Kunz hacia 1855 Madrid, Museo del Prado

Carolina Coronado Romero de Tejada (Almendralejo, 12 de diciembre de 1820 - Lisboa, 15 de enero de 1911) fue una escritora española, considerada como la equivalente extremeña de otras autoras románticas coetáneas como Rosalía de Castro, y autora de gran notoriedad. Fue tía de Ramón Gómez de la Serna.

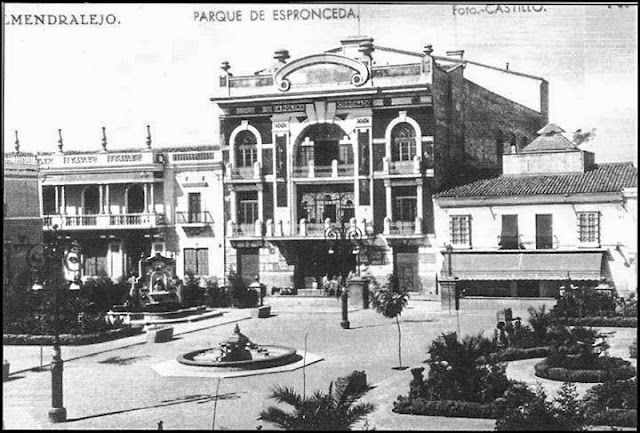
Fotografía del Teatro en la década de 1930, a su derecha se puede ver la casa natal de Carolina Coronado.

Dada la notoriedad de escritora y poetisa, su pueblo natal, Almendralejo, decidió, como quedó dicho, darle su nombre al teatro de mayor importancia en la ciudad, además el teatro se localiza justo a la izquierda del lugar donde alguna vez estuvo la casa natal de la poetisa que fue demolido en la década de 1940, actualmente un edificio de pisos se encuentra en el lugar. Se construyó en 1916 pero con la desafortunada reforma que se hizo en 1971 perdió el prestigio teatral al quitarle los palcos de que disponía. La estructura que se le dio al proyectarse, a principios del siglo XX es la llamada «teatro a la italiana» como ya se venía haciendo en otros edificios similares en el siglo XIX y se optaba por las grandes dimensiones y la majestuosidad de la sala ya que la altura al techo desde el patio de butacas era de unos 15 m, ideas con las que el promotor Pedro González Torres estaba de acuerdo.
El proyecto era tan ambicioso que contaba con un aforo de 1700 personas cuando el Teatro Real de Madrid tenía 1800. Otra novedad constructiva fue la introducción del hierro y el acero, no solo como elemento portante y resistente sino también decorativo ya que la cúpula era de acero y las columnas que sostenían los anfiteatros y los palcos eran de hierro fundido. Así mismo, las butacas de patio eran de madera y fundición, de tal modo que podían desmontarse para celebrar otras fiestas y eventos que necesitasen esa superficie cubierta como eran los carnavales y que se utilizaba como sala de baile.

## Discrepancias sobre el proyecto

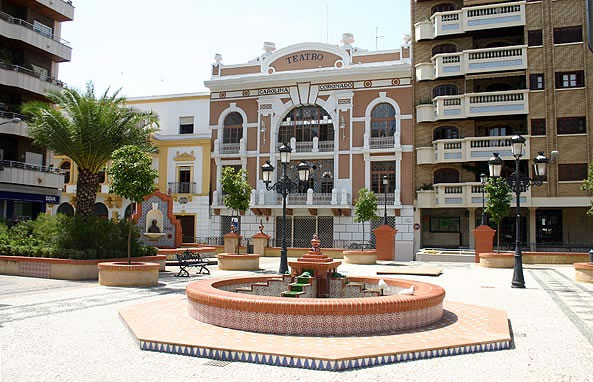
Teatro Carolina Coronado al fondo en el parque Espronceda.

Para su ejecución se presentaron varios anteproyectos, adjudicándo este al arquitecto portugués A. Coffino del que se tenían muy pocas referencias, solo que tenía el estudio en la Rúa dos Retroceiros en Lisboa. Sin embargo, el promotor Pedro González Torres mantuvo una posición crítica hacia el proyecto lo que obligó a modificar el original. Posiblemente fue el mismo arquitecto quien modificó el proyecto fundamentalmente en el aforo y los palcos, reforma que fue sancionada por el arquitecto provincial Ventura Vaca. El proyecto de acondicionamiento como sala de cine llevó consigo un gran deterioro pues se bajó la altura del techo con lo que quedaron fuera de la vista las pinturas de Adelardo Covarsí y se suprimieron los palcos. En esta última reforma   

## Modificaciones realizadas
La más importante ha sido la recuperación de las dos plantas del anfiteatro así como la de todos los servicios exigidos en un local público moderno como son la fontanería, detección y extinción de incendios, etc.  Permanecen las pinturas del pintor costumbrista extremeño Adelardo Covarsí que realizó en 1916 para el teatro, fundamentalmente para el vestíbulo, el Salón Noble, la boca del escenario y sus muros y en el techo de la sala. El pintor extremeño, tan aficionado al costumbrismo, lo abandonó en este caso del teatro, recurriendo a la mitología. En 1971 el interior del Teatro se reformó por completo para transformar el edificio en un cine, se demolieron los palcos y se puso un falso techo de escayola de unos 8 metros de altura que oculto a la vista las pinturas de Covarsí, la obra fue realizada por el arquitecto J. Mancera Martínez. Estuvo así por más de 30 años hasta que en 2003 se acabó una reforma del edificio para reconvertirlo en teatro, para recuperar las pinturas de Adelardo Covarsí la Junta de Extremadura invirtió unos 120.000€ Este edificio fue declarado Bien de Interés Cultural, con categoría de monumento, el 5 de septiembre de 1995. Se recuperaron los palcos procurando asemejarlos a los primitivos, se reformaron los camerinos y paredes laterales, está climatizado y con la cubierta mejorada así como las butacas que se han intentado reproducir las antiguas pero en vez de ser los respaldos y asientos de hierro, se han hecho de tela y madera, mucho más confortables.